# Oreoderus siamensis
Oreoderus siamensis är en skalbaggsart som beskrevs av Ricchiardi 2000. Oreoderus siamensis ingår i släktet Oreoderus och familjen Cetoniidae. Inga underarter finns listade i Catalogue of Life.